# ビスカイバス
ビスカイバス（スペイン語: BizkaiBus）は、スペイン・バスク州ビスカヤ県で運行されている路線バスである。名称は県名に由来している。イメージカラーの黄色で他社（ビルボバスは赤色）と区別される。クレディトランス（プリペイドカード）が使用できる。

## 運行

### 運行形態
ビスカイバスはビスカヤ県で輸送サービスを行ういくつかの企業の集合体であり、TCSA、CAV、PESA、エンカルタシオネス、バスク鉄道、アドノル、アウトブセス・デ・ルフアなどが含まれる。ビスカヤ県などから資金が提供され、約100路線が運行されている。いくつかの路線は季節運航であり、例えば夏季のみ海岸地域で運行される路線がある。ビスカイバスに参加する企業は年々増加している。2002年にはバスク鉄道のバス部門が参加し、2005年にはアドノルが参加し、2006年にはアウトブセス・デ・ルフアが参加した。2006年にはビルバオとカストロ・ウルディアレスを結んでいた路線がビスカイバスから除外された。この路線には完全にビスカヤ県が資金を提供していたが、カストロ・ウルディアレスはバスク州ではなくカンタブリア州に属する自治体であることが問題視された。

### 路線
ビスカイバスは約100路線を運行しており、路線番号は地域ごとに決まりを持っている。ウリベ・コスタの路線は21で始まり、バスク大学(UPV)行きの路線は23で始まり、ビルバオ都市圏西側の路線は31で始まり、ビルバオ都市圏東側の路線は34で始まり、ネルビオンは36で始まり、エンカルタシオネスは33で始まる。CAVによって運行される路線は35で、PESAによって運行される路線は39で始まる。

## 乗客数
2007年の乗客数は約3,000万人であり、前年より6%減少した。ビルバオ都市圏の西側を通るメトロ・ビルバオ（地下鉄）の延伸によって、2002年以降のビスカイバスの乗客数は緩やかに減少している。2005年にはメトロがセスタオまで、2007年にはポルトゥガレテまで延伸され、やはりビスカイバスの乗客数に影響を与えた。

## ギャラリー

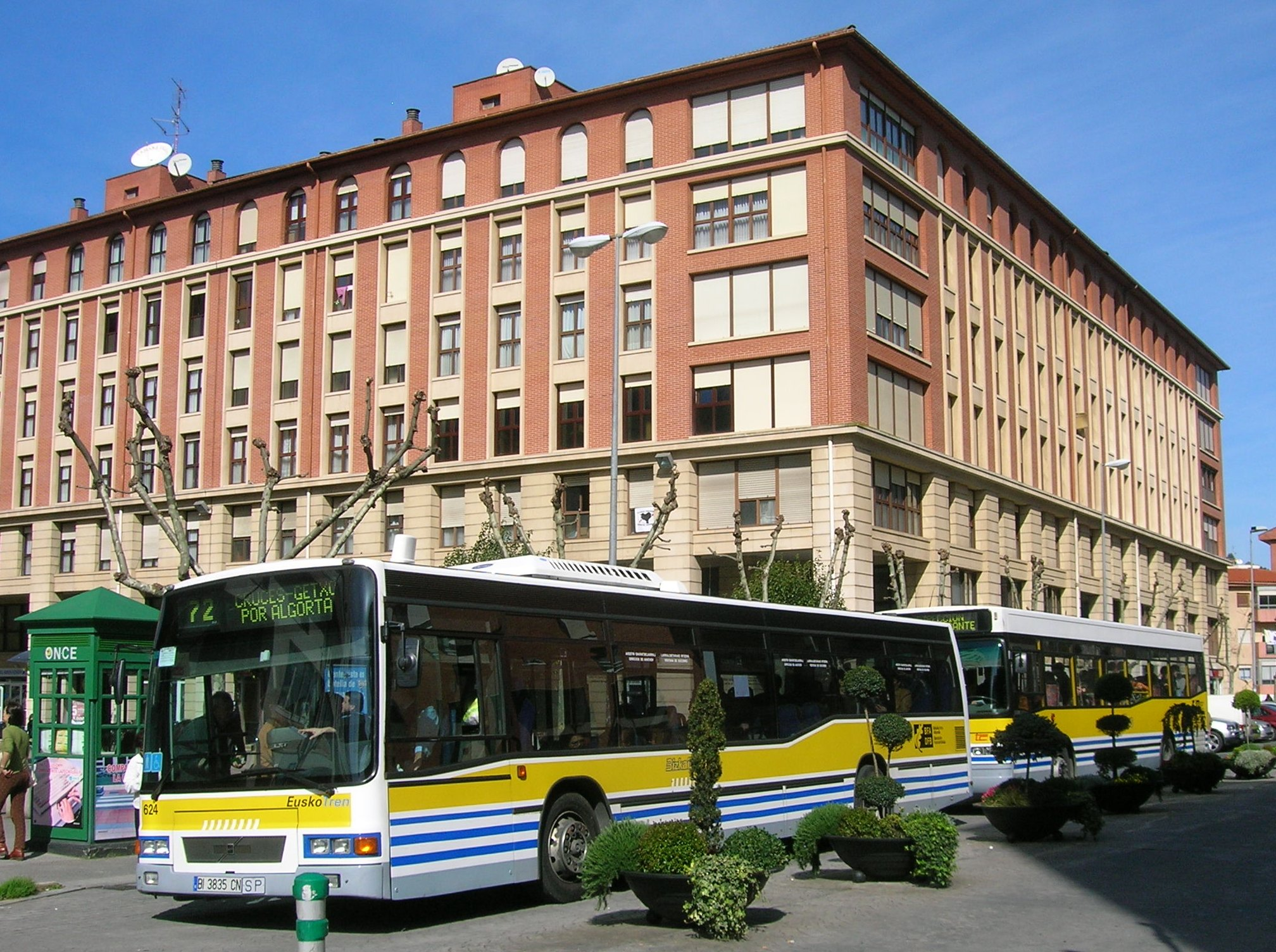
レイオアのカサス・バスケス広場に停車中のバス
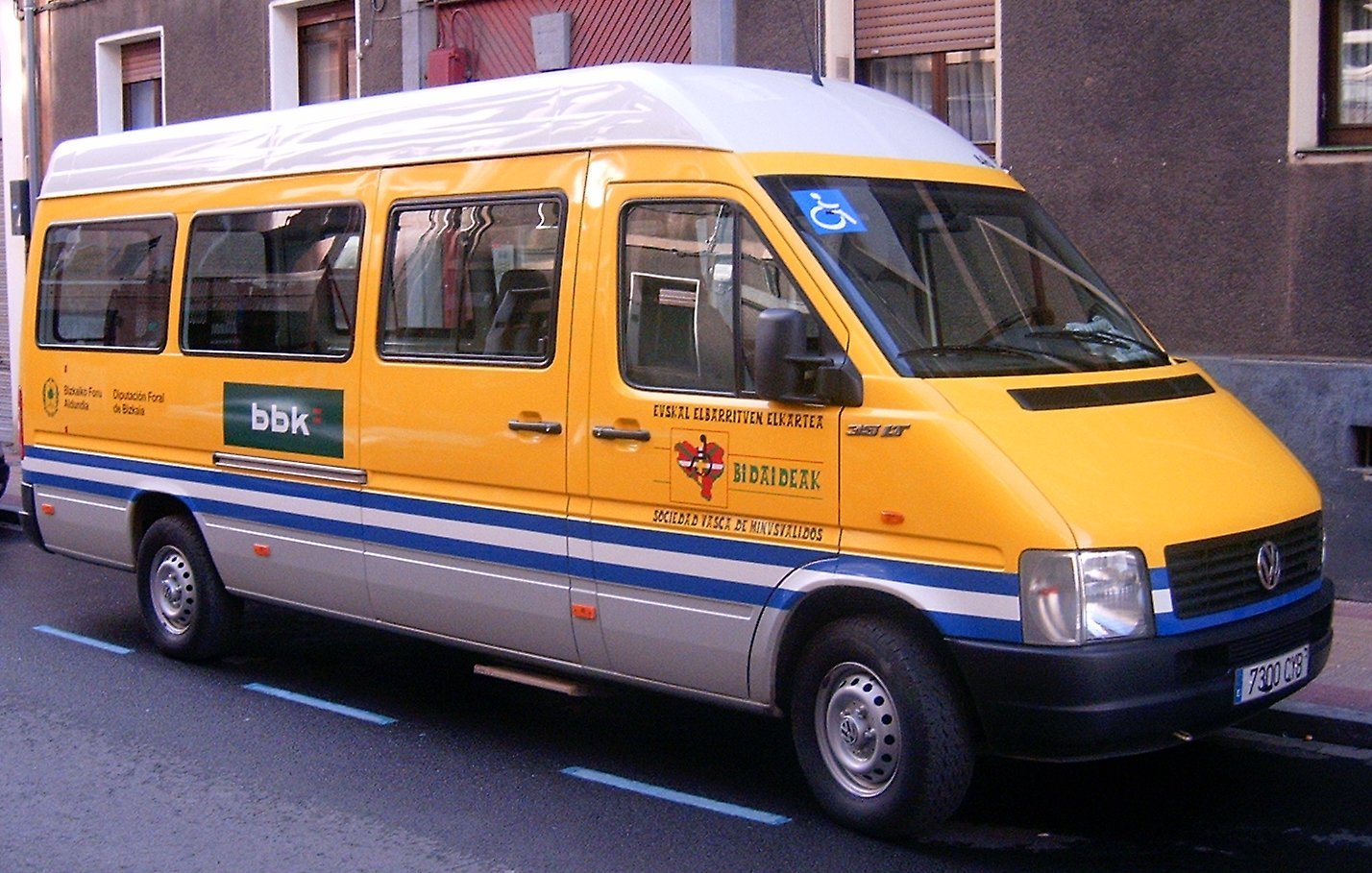
バラカルドのバス停に停車中のミニバス
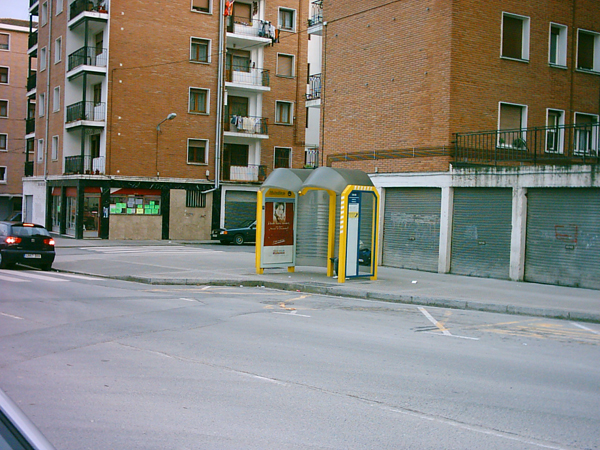
ガルダカオのバス停